# Secretarisvogel

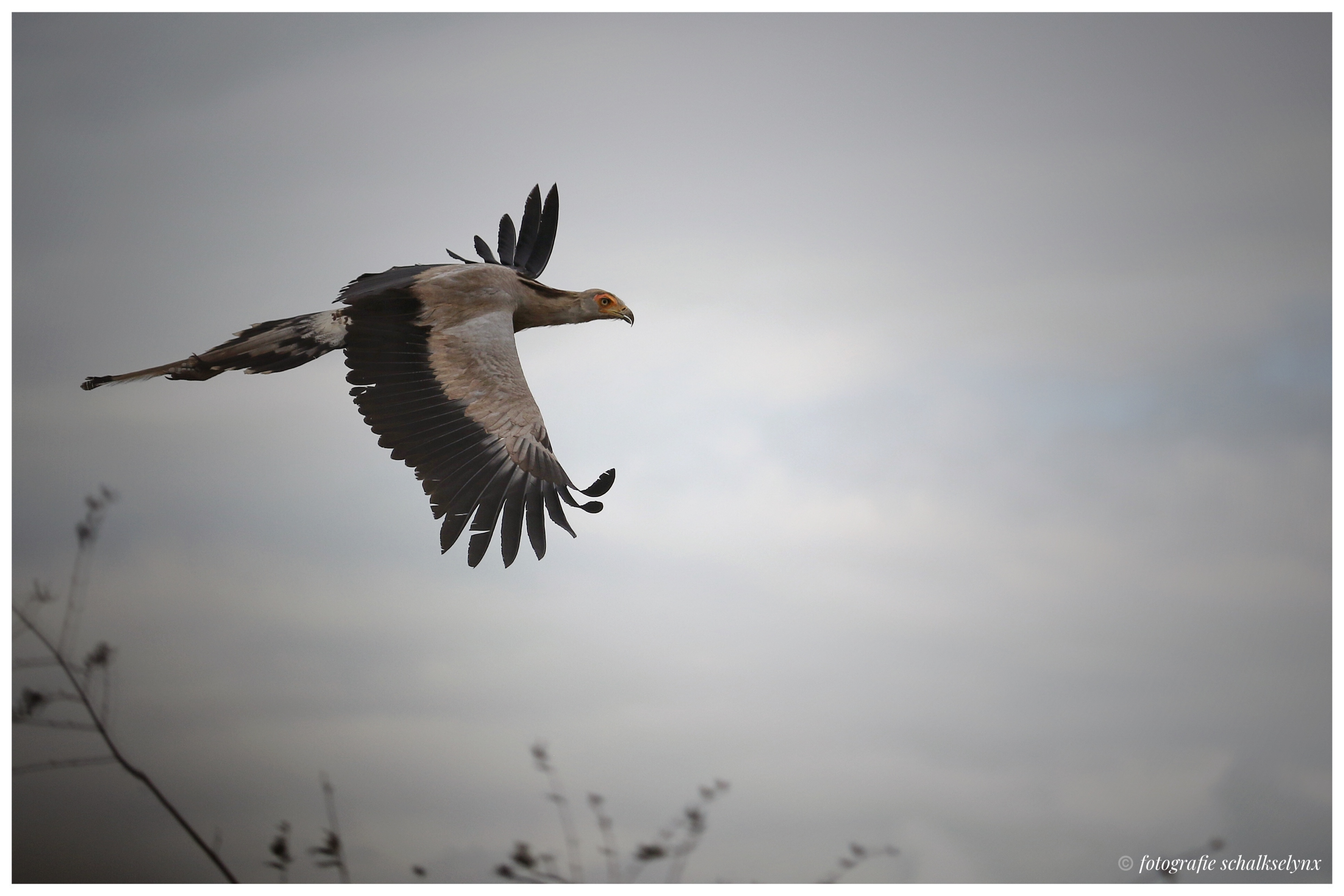
Secretarisvogel gefotografeerd tijdens een zeldzame vlucht.

De secretarisvogel (Sagittarius serpentarius) is een roofvogel, de enige levende vertegenwoordiger van de familie Sagittariidae.

## Naamgeving
De secretarisvogel werd waarschijnlijk vernoemd naar zijn sierveren op de kop. Veren werden vroeger door de klerken als schrijfpen gebruikt. Een recentere hypothese is dat de naam afgeleid is van het Arabische saqr-et-tair, 'jachtvogel'. De wetenschappelijke naam van de secretarisvogel werd in 1779 door John Frederick Miller toegekend en betekent letterlijk: 'boogschutter van slangen'.

## Kenmerken
De secretarisvogel heeft krachtige, lange poten, een ruitvormige staart, een lange kuif van zwarte veren en een oranje gelaat. Het verenkleed is grijs met zwarte slagpennen. Van top tot teen meet de secretarisvogel tussen de 130 en 140 cm, het gewicht bedraagt 2,5 tot 4,5 kg en de spanwijdte is ongeveer 2 meter.

## Leefwijze
Slangen (die hij in zijn geheel inslikt), kleine zoogdieren, andere vogels en reptielen vormen een belangrijke voedselbron van deze vogel. Hij eet ook sprinkhanen, enkel wanneer er weinig ander voedsel beschikbaar is.
De vogel kan maar met moeite vliegen, maar het vliegen blijft evolutionair noodzakelijk vanwege de vele roofdieren in het leefgebied van de vogel. De secretarisvogel vangt zijn prooi door deze met zijn lange poten dood te trappen.

## Voortplanting
De secretarisvogel nestelt in de kruin van een boom, 3-7 meter boven de grond. Hij kiest daarvoor een boom uit waarvan de stam omringd is door dicht struikgewas. Zowel het mannetje als het vrouwtje vliegen af en aan met takjes en twijgjes in hun snavel en maken hiervan een vrij plat nest. Het vrouwtje legt 2-3 eieren met rode vlekjes, die ze zelf bebroedt. Het mannetje brengt haar voedsel. De ouders zorgen samen voor de kuikens. Na 65-85 dagen kunnen de jonge vogels vliegen.

## Verspreiding
Dit dier leeft op de savannes van Afrika ten zuiden van de Sahara.

## Status
De secretarisvogel heeft weliswaar een groot verspreidingsgebied binnen Afrika, maar toch is er de kans op uitsterven aanwezig. De grootte van de populatie werd in 2020 door BirdLife International ruw geschat op 6700 tot 67.000 volwassen individuen. De populatie-aantallen nemen af volgens studies gepubliceerd tussen 2001 en 2020. Het betreft populaties in de Sahelregio in Mali, Niger en Burkina Faso. Verder ook in Kameroen, Kenia, Botswana, Swaziland en Zuid-Afrika. De leefgebieden worden aangetast door het veelvuldig afbranden van graslandvegetaties en andere vormen van intensiever agrarisch gebruik van natuurlijke droge graslanden. Daarnaast is er illegale jacht en verstoring van nestplaatsen door herders en komt de vogel tegen elektriciteitsleidingen aan. In Zuid-Afrika raken natuurlijke graslanden bedekt met struikgewas. Om deze redenen staat de secretarisvogel sinds 2020 als bedreigd op de Rode Lijst van de IUCN.

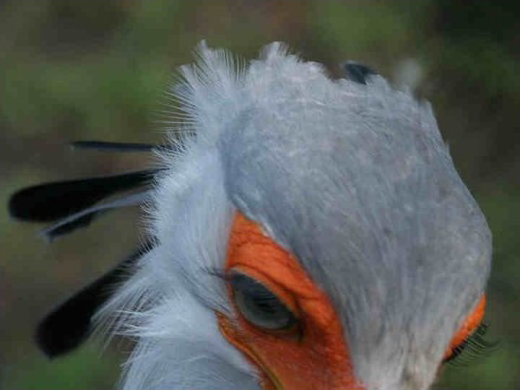
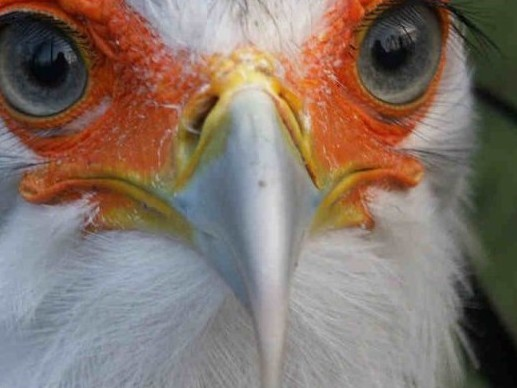
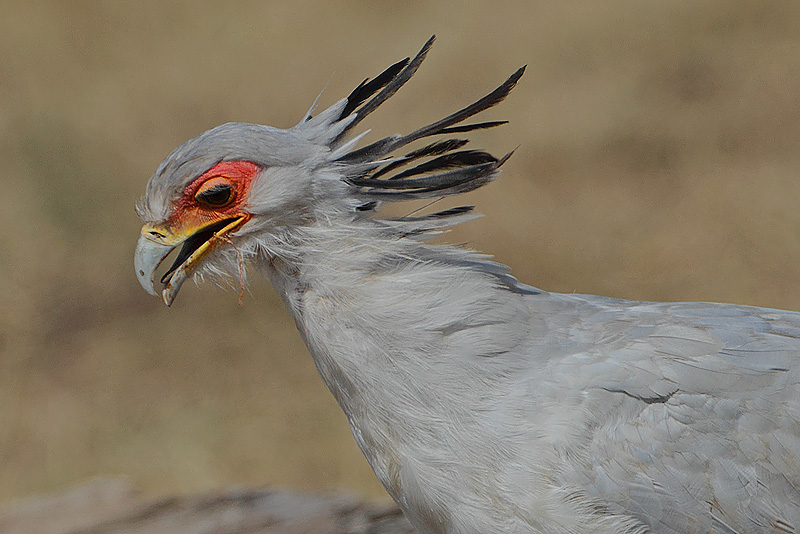
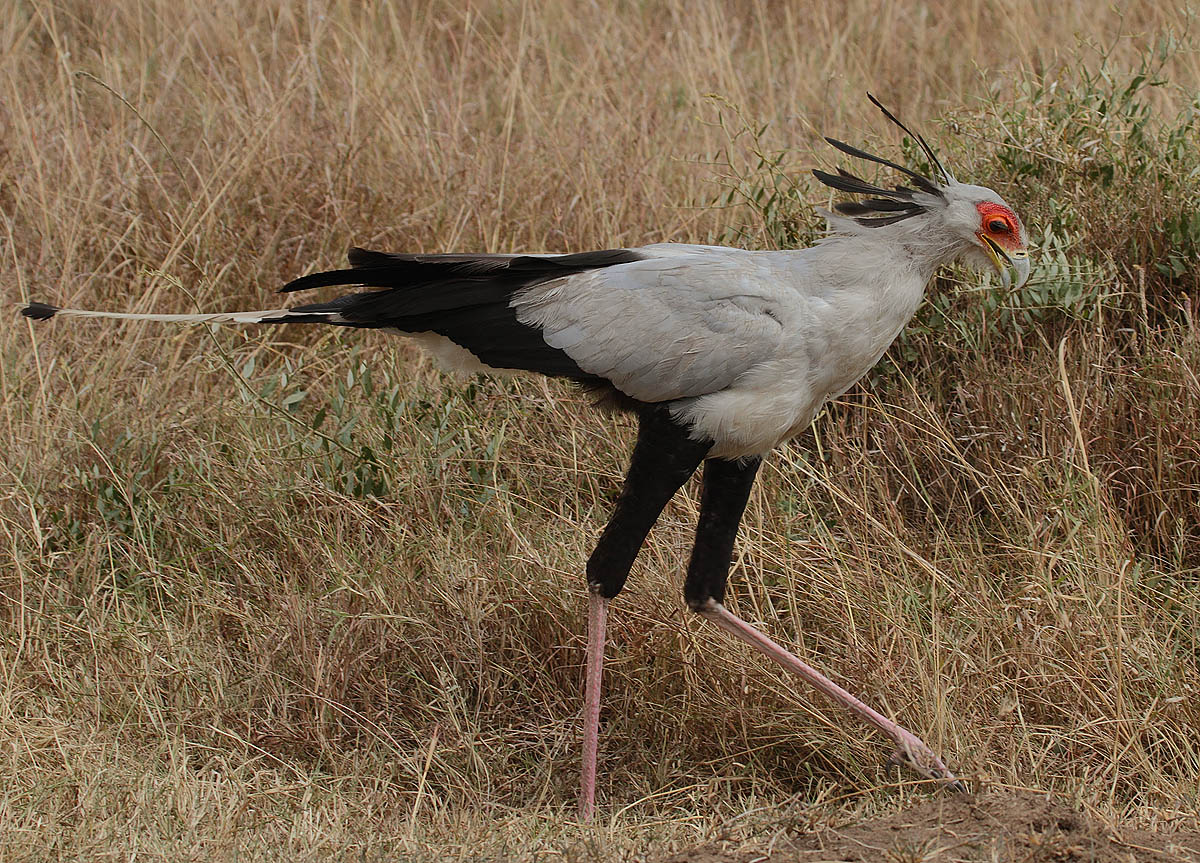